# Zoedia divisa
Zoedia divisa là một loài bọ cánh cứng trong họ Cerambycidae.